# Musée de la céramique et de l’ivoire de Commercy

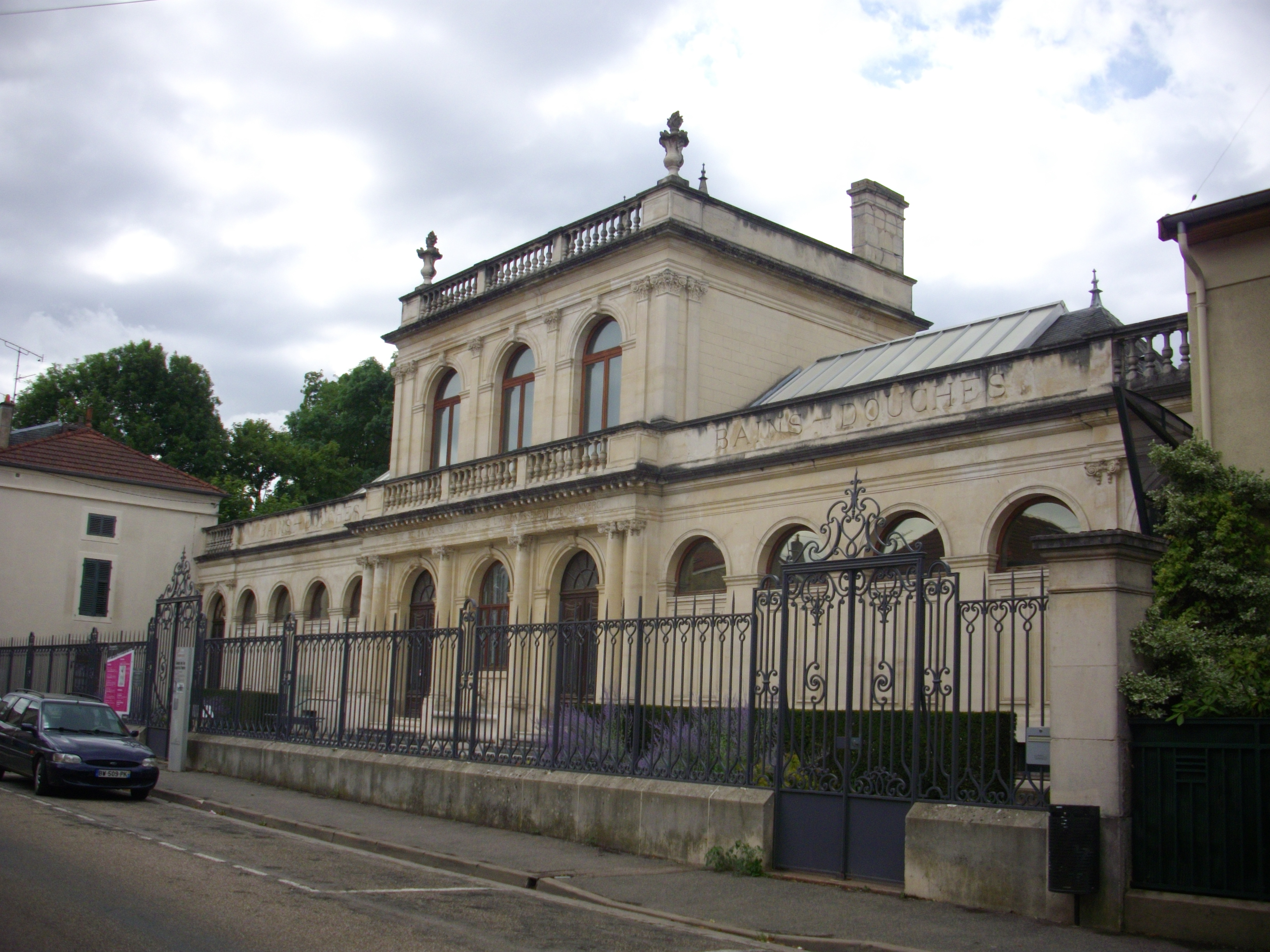
Das heutige Museumsgebäude

Das Musée de la céramique et de l’ivoire de Commercy ist ein kulturgeschichtliches Museum in Commercy im französischen Département Meuse.

## Geschichte
1909 überließ Albert Guillaume Boyer (1839–1911), ein ortsansässiger Arzt, der Stadt Commercy seine Sammlung von historischen Elfenbeinobjekten, Porzellan und Waffen, die 1920 im alten Rathaus erstmals der Öffentlichkeit zugänglich gemacht wurde. Das Museum selbst wurde 1948 gegründet. In den 1990er Jahren wurde ein früheres Duschbad für Museumszwecke umgebaut. Das 1934 errichtete Art-déco-Gebäude war zuvor Eigentum der Sparkasse von Commercy. 1997 wurde das Museum dort neu eröffnet.

## Sammlungen
Die Sammlungen umfassen Elfenbeinobjekte aus dem 17. und 18. Jahrhundert sowie Fayencen und Porzellan des 18. und 19. Jahrhunderts. Gemessen an der Anzahl der Objekte befindet sich in Commercy nach Dieppe die zweitgrößte Elfenbeinsammlung Frankreichs. Unter den Keramikobjekten machen Fayencen aus Lothringen einen wesentlichen Bestandteil aus.
Die Waffensammlung wird im Museumsmagazin verwahrt und ist nur im Rahmen von Sonderführungen zugänglich. Hier befindet sich auch eine Reihe von Gemälden aus dem Besitz des Apothekers und Künstlers Adrien Recouvreur (1858–1944), der sie 1942 der Stadt schenkte.